# Papa: Hemingway en Cuba
Papa: Hemingway en Cuba es una película canadiense-estadounidense de 2015. Fue escrita por Denne Bart Petitclerc y dirigida por Bob Yari. La película está basada en la vida de Ernest Hemingway durante su estancia en la ciudad de La Habana, Cuba a finales de los años 50 y en una amistad que Hemingway sostuvo con Petitclerc, quien por esos años era periodista. La película recibió críticas poco favorables.

## Argumento
En 1959, el joven periodista Ed Myers (personaje que hace alusión a Petitclerc) labora en un diario de Miami. Myers buscaba ser escritor y desde mucho tiempo atrás admiraba la obra de Hemingway que por entonces vivía en Cuba. Un día, Myers escribe una carta a Hemingway y es sorprendido por la respuesta de Hemingway que lo invita a pescar junto a él en Cuba. Mientras la Revolución cubana entra en su clímax, Hemingway aconseja a Myers sobre como escribir. Myers a la par, continúa escribiendo en el diario reportando los sucesos que ocurren en Cuba en torno a la revolución.
En una de las escenas iniciales del filme se observa a rebeldes ligados a Fidel Castro combatiendo en una calle cercana al Palacio Presidencial contra soldados leales al régimen de Fulgencio Batista. Hemingway y Myers se acercan y se colocan en cubierto mientras Hemingway guía a Myers por la zona del tiroteo. Gradualmente ambos desarrollarán una amistad y Myers pasa una cantidad considerable de su tiempo con Hemingway y su cuarta esposa Mary.

## Reparto
- Giovanni Ribisi como Ed Myers.
- Joely Richardson como Mary Welsh Hemingway.
- Adrian Sparks como Ernest Hemingway.
- Minka Kelly como Debbie Hunt.
- James Remar como Santo Trafficante.
- Shaun Toub como Evan Shipman.
- Mariel Hemingway como invitada femenina.
- Anthony Molinari como John Fletcher.
- Daniel Travis como Bob Luther.
- Frank Licari como Sal.
- Rodrigo Obregón como Lucas.

## Producción
Petitclerc había escrito el guion e iniciado los trabajos previos de producción al tiempo de su muerte en 2006.
La producción en Cuba finalizó en mayo de 2014. Se trató de la primera película estadounidense rodada en Cuba desde la revolución según The Hollywood Reporter. La producción también obtuvo permiso para filmar en la Finca Vigía, lugar que fuera el hogar de Hemingway entre 1939 y 1960 y que sería convertida posteriormente por el gobierno cubano en un museo nacional. Hemingway Escribió Por quien doblan las campanas y El viejo y el mar en Finca Vigía.
El título de la película, Papa es el apodo con el que Hemingway era llamado por sus colegas, admiradores e incluso por su familia.

## Recepción
Papa: Hemingway en Cuba recibió en su mayoría malos comentarios de la crítica. En el sitio web Rotten Tomatoes, la película tiene una calificación de 11% basada en 45 reseñas. El consenso del sitio citado Hemingway es El Hombre Viejo y el Mar (1952) concluyó que, "un hombre puede ser destruido pero no derrotado, aunque el desganado Papa: Hemingway en Cuba hace que uno sienta que se pueden lograr ambas cosas viendo una sola película ". En Metacritic obtuvo una puntuación de 37 sobre 100, basado en revisiones de 17 críticos, indicando "generalmente opiniones negativas".
Joe Leydon del semanario Variety escribió que la película "nunca trasciende los tropos de una película biográfica formulaica que ve a su famoso tema a través de los ojos de un devoto joven y devoto." Miriam Di Nunzio del Chicago Sun-Times le dio una calificación de 2.5 sobre 4 y se refieirió a ella como "una película que es bonita de mirar pero que carece de una visión clara." Peter Travers de Rolling Stone le dio 2 sobre 4 y le dio a la película una crítica mixta: "Papá nos da vistas para deleitarnos. Curiosamente, lo que duele es el guion torpe y demasiado maduro". Helen Verongos de The New York Times escribió: "La Sra. Richardson consuela, engatusa y exasperada, degrada de manera mordaz, pero ella y el Sr. Sparks juegan entre sí en lugar de comprometerse ".